# Narijjea, Semenivka
Narijjea (în ucraineană Наріжжя) este localitatea de reședință a comunei Narijjea din raionul Semenivka, regiunea Poltava, Ucraina.

## Demografie
Componența lingvistică a localității Narijjea
     Ucraineană (97,87%)
     Rusă (1,92%)
     Alte limbi (0,21%)
Conform recensământului din 2001, majoritatea populației localității Narijjea era vorbitoare de ucraineană (97,87%), existând în minoritate și vorbitori de rusă (1,92%).